# Prirazlomnoye
Prirazlomnoye é um campo petrolífero Ártico, localizado no Mar de Pechora, ao sul de Nova Zembla, Rússia. A exploração do campo é baseado numa única plataforma Prirazlomnaya que é a primeira plataforma petrolífera da classe Ártico resistente ao gelo do mundo. A perfuração comercial foi planejada para começar no início de 2012, entretanto esta data foi prorrogada até a primavera de 2013 devido a "questões de segurança".  Essa é a primeira plataforma de petróleo offshore comercial do Ártico.

## História
O campo foi descoberto em 1989. Em 1993 a licença de desenvolvimento foi expedida para a Rosshelf, uma subsidiária da Gazprom e o campo deveria começar a funcionar em 2001.  Em junho de 2000, Gazprom e a companhia de energia alemã Wintershall assinaram um memorando de cooperação no desenvolvimento do Campo Prirazlomnoye.  A Rosneft também tinha pretensões de se unir ao projeto.  Em 2002, a licença foi transferida à Sevmorneftegaz, uma joint venture da Gazprom e Rosneft. Mais tarde Sevmorneftegaz se tornou uma subsidiária da Gazprom. Há um plano para passar o desenvolvimento de Prirazlomnoye para Gazprom Neft, uma ramificação petrolífera da Gazprom.
O nome Prirazlomnoye significa "na falha geológica".

## Reservas
O campo Prirazlomnoye possui revervas estimadas de 610 milhões de barris (97 milhões de metros cúbicos.

## Exploração
O meio de exploração do campo é baseado numa única plataforma estacionária Prirazlomnaya.  A plataforma, que será construída pelo estaleiro Sevmash em Severodvinsk, possui expectativa de estar completa em 2011.  A plataforma Prirazlomnaya será construída em cima da base de uma antiga plataforma utilizada no Campo Petrolífero Hutton, que foi a primeira [Plataforma de pernas atirantadas]] fabricada.  O óleo produzido será transportado pelos petroleiros de dupla ação Mikhail Ulyanov e Kirill Lavrov, construídos no Estaleiro do Almirantado e operado pela companhia Sovcomflot, para as Unidades flutuantes de armazenamento e transferência vessel Belokamenka, localizado em Kola Bay próximo à Murmansk.  A Gazprom estuda construir uma refinaria em Teriberka junto à planta de gás natural de Shtokman para processar o óleo dos campos Prirazlomnoye e Dolginskoye.
O conceito da exploração foi projetado pelo Instituto Vniigaz, uma subsidiária da Gazprom.  A produção anual estimada de petróleo é de cerca de  6.6 milhões de toneladas. O investimento total é estimado em US$1.03 billion.

## Manifestações
A plataforma tem sido objeto de constantes manifestações do Greenpeace com objetivo de impedir as perfurações no local, considerado pelos ativistas um ecossistema extremamente frágil.
Em 18 de dezembro de 2013, os ativistas fizeram uma tentativa de invasão da plataforma, que levou à apreensão do navio do Greenpeace MV Arctic Sunrise e da prisão dos ativistas a bordo pela Guarda Costeira da Rússia. O navio e a tripulação foram rebocados para Murmansk na Península de Kola, onde foram acusados de "pirataria em quadrilha". 